# Station Kawaramachi (Kyoto)

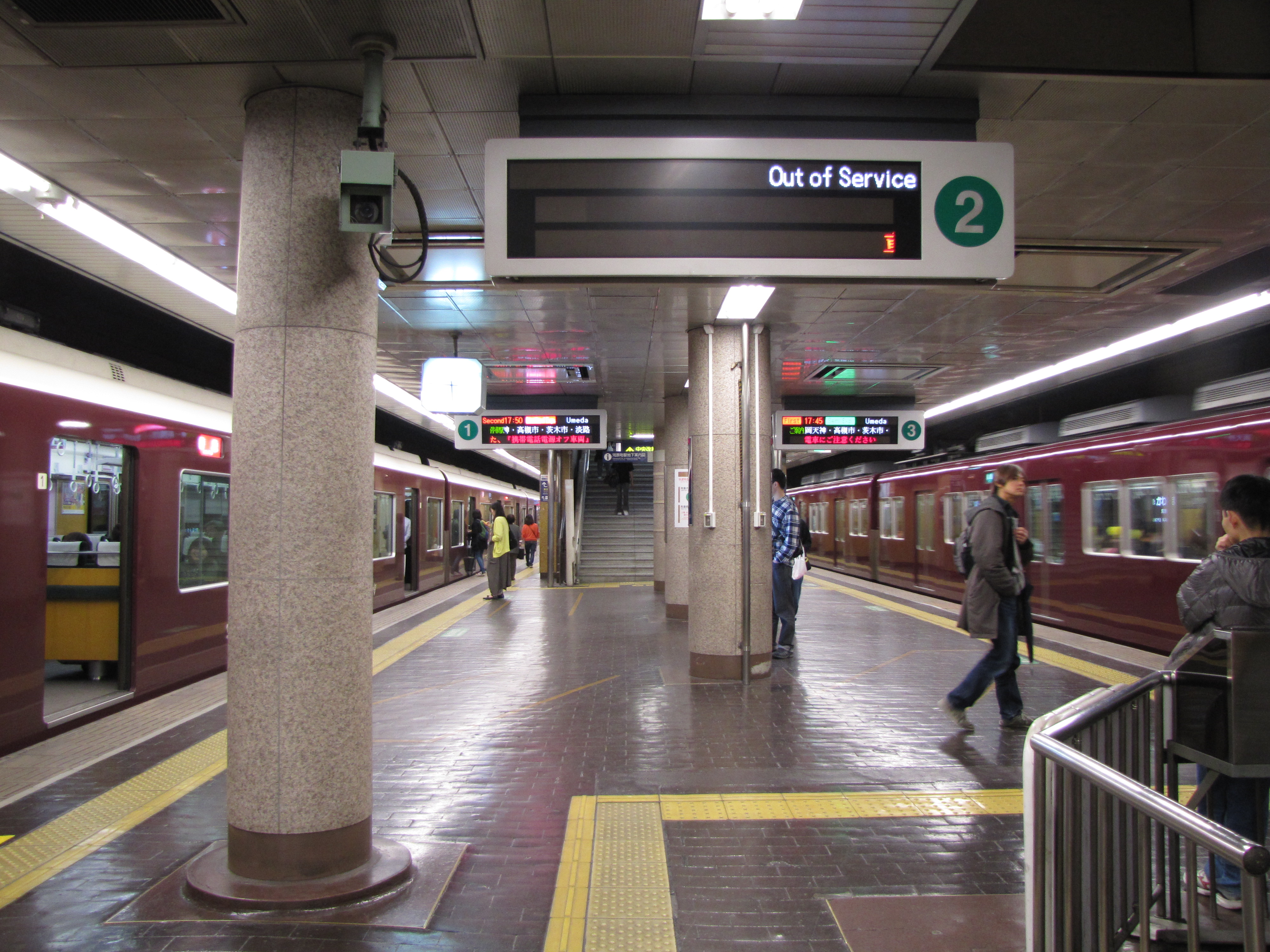
De perrons van station Kawaramachi

Station Kawaramachi (河原町駅, Kawaramachi) is een spoorwegstation in de wijk HShimogyō-ku in de Japanse stad Kyoto. Het station is het eindpunt van de Hankyu Kyoto-lijn. Het station is vernoemd naar de straat Kawaramachi, die over het ondergrondse station loopt.

## Treindienst
Het station ligt ondergronds en heeft 1 eilandperron die 3 sporen bedienen.

### Hankyu Kyoto-lijn
| 1 | ■ Hankyu Kyoto-lijn | richting Umeda, Katsura, Takarazuka en Arashiyama |
| 2 | ■ Hankyu Kyoto-lijn | richting Umeda, Katsura, Takarazuka en Arashiyama |
| 3 | ■ Hankyu Kyoto-lijn | richting Umeda, Katsura, Takarazuka en Arashiyama |

## Geschiedenis
Het station werd in 1963 geopend, voordat het station bestond eindigde de Hankyu Kyoto-lijn op station Ōmiya

## Overig openbaar vervoer
Bussen van het stadsnetwerk van Kyoto en Keihan.

## Stationsomgeving
Het station ligt ten westen van de Kamo-rivier, in het hart van het amusements- en winkelgedeelte van Kyoto.
- Station Gion-Shijo (Keihan-lijn)
- Shijō Kawaramachi
- Takashimaya (warenhuis)
- OPA (warenhuis)
- Kawaramachi (straat)
- Shijō (straat)
- Kamo-rivier
- Minamiza (Kabuki-theater)
- McDonald's
- Daily Yamazaki gemakswinkel